# Bintang Baru Susua
Bintang Baru Susua is een bestuurslaag in het regentschap Nias Selatan van de provincie Noord-Sumatra, Indonesië. Bintang Baru Susua telt 753 inwoners (volkstelling 2010).